# Бертиниевы колонны

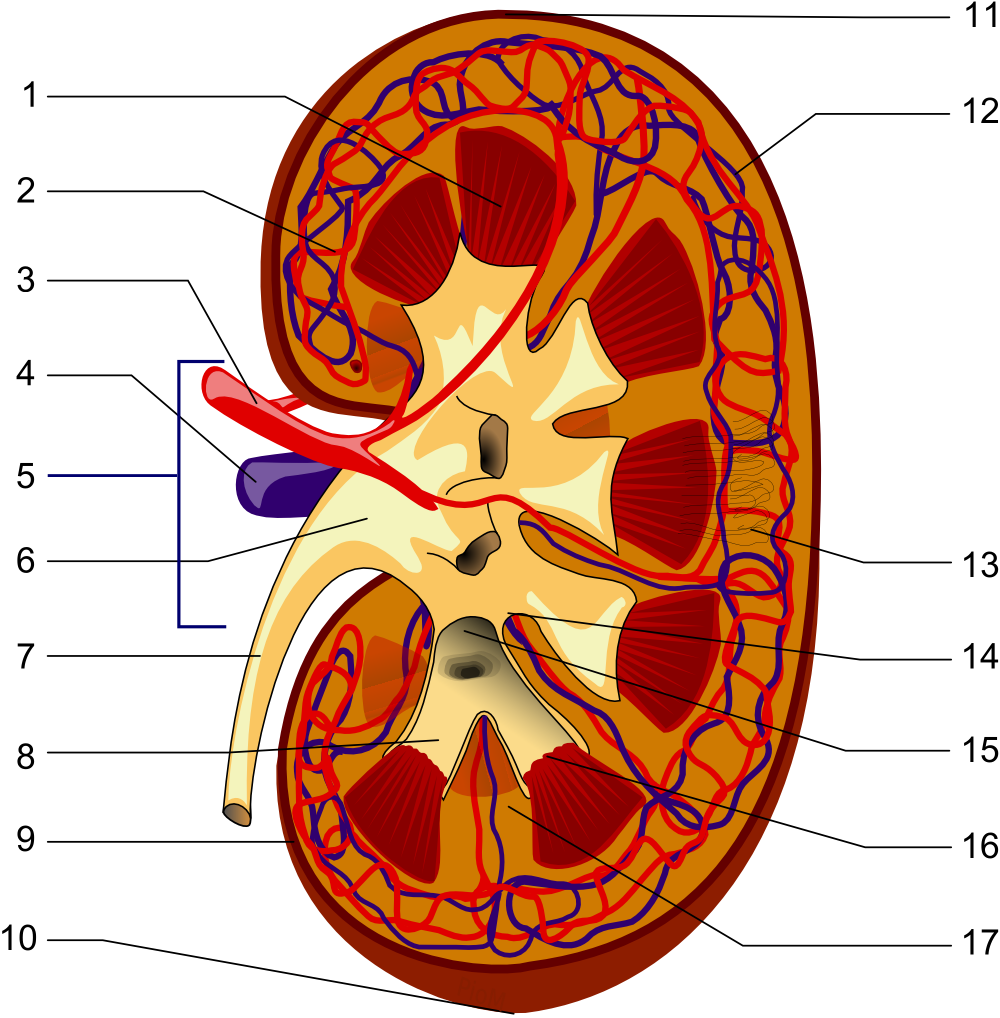
Строение почки:
1. Мозговое вещество и почечные пирамиды (Pyramides renales)
2. Выносящая клубочковая артериола (Arteriola glomerularis efferens)
3. Почечная артерия (Arteria renalis)
4. Почечная вена (Vena renalis)
5. Почечные ворота (Hilus renalis)
6. Почечная лоханка (Pelvis renalis)
7. Мочеточник (Ureter)
8. Малая почечная чашка (Calices minores renales)
9. Фиброзная капсула почки (Capsula fibrosa renalis)
10. Нижний полюс почки (Extremitas inferior)
11. Верхний полюс почки (Extremitas superior)
12. Приносящая клубочковая артериола (Arteriola glomerularis afferens)
13. Нефрон (Nephron)
14. Почечная пазуха (Sinus renalis)
15. Большая почечная чашка (Calices majores renales)
16. Вершина почечной пирамиды (Papillae renales)
17. Почечный столб (Columna renalis)

Берти́ниевы коло́нны (лат. columnae Bertinii), по́чечные столбы́ (лат. columna renalis), Берте́на столбы́ — отростки коркового слоя, которые в виде балок вдаются в мозговой слой, охватывают пирамиды и, спускаясь к воротам почки, располагаются между корковым (лат. substantia corticalis) и мозговым слоем (лат. substantia medullaris), заполняя промежуток между пирамидами почечной паренхимы. Во фронтальной плоскости почки перегородки между пирамидами имеют форму колонн. Почечные столбы представлены узкими участками соединительной ткани, в которых проходят кровеносные сосуды — междолевые артерия и вена. Одно из названий (Бертена столбы) дано в честь французского анатома Joseph Bertin
Поверхность среза почечной паренхимы благодаря расположенным в области колонн извитым в различных направлениях канальцам (лат. tubuli contorti) отличается от остальной ткани пирамид, имеющей характерную радиарную исчерченность. Участки ткани с подобной макроскопически видимой радиарной (лучевой) штрихованностью, наблюдаются в корковом слое (лат. pars radiata). При микроскопическом исследовании можно убедиться, что они связаны с веществом пирамиды и являются выростами коркового слоя, проникающими через мозговой слой, достигая его периферии. В пределах одной и той же пирамиды несколько подобных образований ограничивают поля кортикального слоя, лишённые радиарной (лучевой) штрихованности — (лат. pars convoluta), выделяя в нём обособленные дольки (лат. lobuli corticales).

## Функция

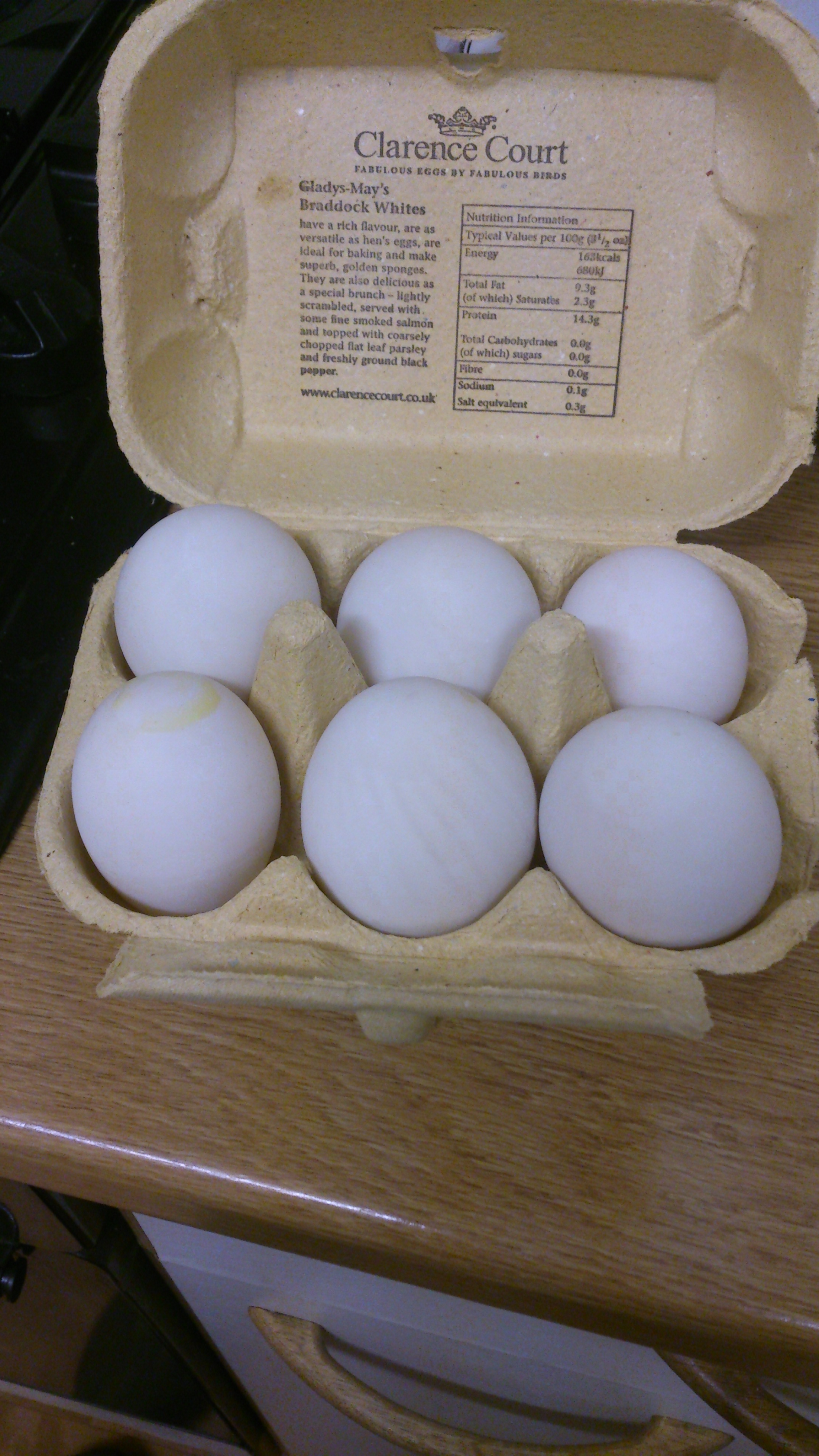
Защищающие от сминания картонные стенки в коробке для яиц - распространенная аналогия расположения почечных колонн, защищающих сосуды от механического воздействия.

Являясь выростами коркового слоя почечные колонны необходимы для механического удержания коры почки, создавая коробочное огражденное пространство для работы трубочек нефронов без передавливания трубочек с жидкостями. 

## Изображения

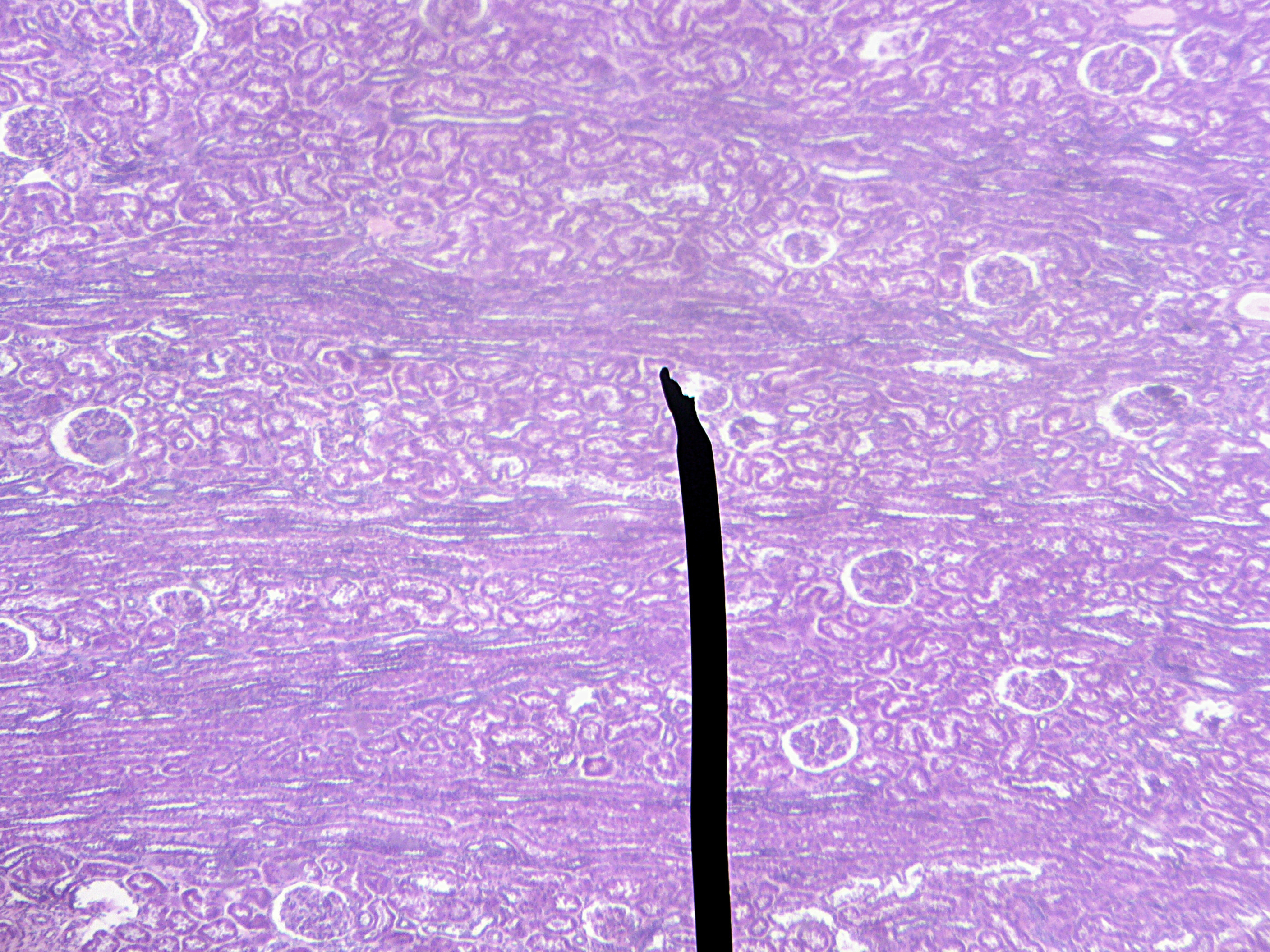
Микрофотография коркового слоя паренхимы почки
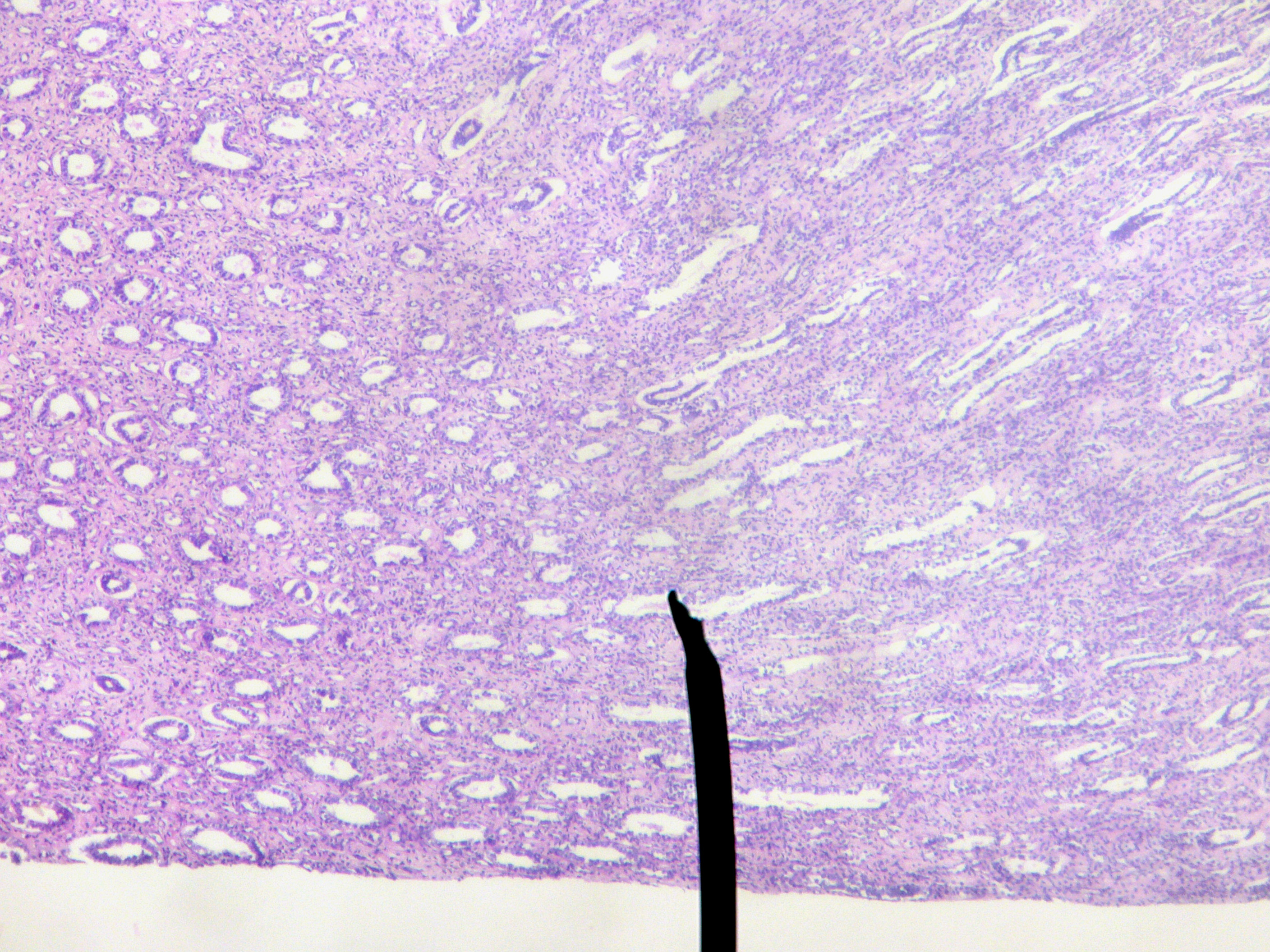
Микрофотография мозгового слоя паренхимы почки